# Alcaim do Cairo
Abul Baca Hâmeza Alcaim Biamir Alá (Abu al-Baqa' Hamza al-Qa'im bi-Amr Allah, dito Alcaim do Cairo (em árabe: القائم بأمر الله), foi o décimo-terceiro califa abássida do Cairo, no Egito, sob os sultões mamelucos entre 1451 e 1455. Ele foi deposto pelo sultão Ceifadim Inal após ele ter apoiado uma revolta dos mamelucos contra Inal.

## História
Hâmeza Alcair Biamir Alá foi o quarto filho de Mutavaquil I a reinar como califa. Ele sucedeu ao Almostacfi II após a sua morte em 1451. No início de seu reinado, governava o sultão mameluco burjita Jaquemaque. No decorrer de seu califado, dois outros sultões da mesma dinastia governaram:
- Otomão, filho de Jacmaque, por um mês em 1453. Ele foi deposto com a concordância do califa.[1]
- Inal por uns poucos meses depois.

Porém, o evento mais importante do período foi a conquista de Constantinopla pelo sultão otomano Maomé II, o Conquistador em 29 de maio de 1453, o que consolida a supremacia dos otomanos na região. Alcaim foi afastado do cargo em 1455 e substituído por seu irmão, Iúçufe Almostanjide. Ele morreu em 1459.